# Parafia Zmartwychwstania Pańskiego w Siemianowicach Śląskich
Parafia Zmartwychwstania Pańskiego w Siemianowicach Śląskich – rzymskokatolicka parafia w Siemianowicach Śląskich, w dzielnicy Centrum. Przynależy ona do dekanatu Siemianowice Śląskie. Parafia liczy około 3,2 tys. wiernych. Została ona erygowana 22 marca 1981 roku.

## Historia
Początki parafii wiążą się z powstaniem kaplicy przedpogrzebowej na cmentarzu przy ulicy Michałkowickiej, założonym w 1919 roku. Kamień węgielny pod budowę kaplicy Zmartwychwstania Pańskiego został poświęcony listopada 1970 roku. W 1972 roku utworzono rektorat, a pierwszym rektorem został dotychczasowy wikariusz parafii Krzyża Świętego – ks. Ernest Müller. Parafię erygowano 22 marca 1981 roku. Pierwszym proboszczem parafii został ks. Joachim Studnik. Początkowo parafia nie posiadała probostwa, a księża mieszkali w mieszkaniach prywatnych. Zezwolenie na budowę własnego probostwa otrzymano od Urzędu Miejskiego w Siemianowicach Śląskich w 1985 roku. 

## Działalność parafialna
W kościele parafialnym w niedziele i święta odprawiane są cztery msze święte, natomiast w dni powszednie dwie. Ponadto odbywają się równego rodzaju nabożeństwa i sakramenty. Odpust parafialny odbywa się w niedzielę Zmartwychwstania Pańskiego. Przy parafii działa szereg grup parafialnych, w tym m.in. ministranci, Żywy Różaniec, Oaza Rodzin, katecheza dla dorosłych, Akcja Katolicka, grupa misyjna, zespół charytatywny i rada parafialna. 